# Колоризм
Колори́зм (англ. colorism) — дискриминация в отношении лиц с тёмным оттенком кожи, как правило, среди людей одной этнической или расовой группы. Как правило, люди с более светлой кожей обладают существенными привилегиями, которые по-прежнему недостижимы для людей с тёмной кожей. Колоризм распространён в Южной Азии, Африке, Китае, США и Латинской Америке. Колоризм тесно пересекается с мизогинией ввиду того, что во многих культурах вне зависимости от их географического положения, «белизна» ассоциируется с женской красотой и объективацией. Женщины с тёмной кожей чаще всего становятся жертвой травли или стигматизации, им сложнее трудоустроиться или выйти замуж. Карьеры, связанные с актёрством и модой для них могут быть закрыты.

## Происхождение
Первые проявления дискриминации людей с более тёмным оттенком кожи зафиксированы в древние времена, когда в азиатских странах (Индия, Китай, Корея, Япония, Малайзия, Филиппины и другие) светлая кожа ассоциировалась с благородным происхождением. В то время рабочие и крестьяне целыми днями трудились на улице под солнцем, а знать имела возможность укрываться от солнца, от чего их кожа имела заметно более светлый оттенок, чем у крестьян. Светлая кожа ассоциировалась с женской красотой, поэтому, например, в Китае, Корее и Японии знатные женщины обильно покрывали лицо белой пудрой. Сегодня в странах Азии предубеждения о смуглой коже по-прежнему сильны и подпитываются западными представлениями об идеалах красоты. Известно, что в древнеегипетских фресках, египтяне изображали себя с тёмно-медной кожей, выделяя себя от явно более светлокожих жителей Ближнего Востока. Тем не менее египетские женщины как правило изображались гораздо более светлокожими или вовсе белыми. Это может быть ранним примером демонстрации связи белизны с женской красотой. Схожие представления о женской красоте возникли в некоторых доколумбовых индейских цивилизациях, например богатые ацтекские женщины «высветляли» свою кожу жёлтой краской.
Корни западного колоризма идут к периоду колонизации, когда господствовала идея расового превосходства белых. Тёмная кожа ассоциировалась с иррациональностью, дикостью, неполноценностью и уродством, а европейская внешность (белая кожа, прямые и светлые волосы, светлые глаза) напротив, характеризовалась благородством, красотой, превосходством. Эти контрастные определения и являются основой колоризма. Дискриминация по цвету кожи впервые появилась в США среди латино- и афроамериканцев ещё до Гражданской войны в США, во времена колонизации и рабовладения. Белые рабовладельцы давали рабам с более светлой кожей (подчас они были незаконнорожденными детьми рабовладельцев и их рабов) большие привилегии, такие как: работа по дому, а не в поле, возможность учиться, читать и даже (за редким исключением) освобождение от рабства. После отмены рабства в зависимости от оттенка кожи продолжалось разделение людей на привилегированные и непривилегированные группы.
Существует версия, что колоризм появился задолго до колонизации. В документальном фильме «Шейдизм» (англ. shade — тень) одна из героинь, молодая женщина c острова Шри-Ланка объясняет, что колоризм появился в Индии. В древнеиндийском эпосе Рамаяна есть сцена, в которой изображён поединок между благородным светлокожим королём с Севера и темнокожим королём с Юга, ассоциирующимся со злыми силами.
В Священном предании Православной церкви присутствует рассказ о том, как обращённые апостолом Матфеем в христианство африканцы выходили из крещенской купели с побелевшей кожей.
Термин «колоризм» — предвзятое обращение к людям одной расы, основанное исключительно на цвете их кожи — появился благодаря афроамериканской писательнице и общественному деятелю Элис Уокер, которая впервые использовала его в своем эссе, опубликованном в 1983 году в книге «В поисках садов, матерями насаженных: Проза женщины». Она определила колоризм как зло, болезнь, которую нужно остановить и дать возможность афроамериканцам жить и развиваться вне предрассудков.

## Колоризм в современном мире
Колоризм проявляется в различных сферах жизни: работодатели предпочитают темнокожим соискателям светлокожих вне зависимости от их квалификации. В массовой культуре большинство составляют актёры, музыканты, комики со светлой кожей, в Болливуде отдают предпочтение актрисам с более светлой кожей, а людям с тёмной кожей достаются наименее интересные роли, и их заработная плата значительно ниже. В модельном бизнесе темнокожие девушки — всё ещё исключение из правил. Людям со светлой кожей проще получить качественное образование, снять, приобрести жильё в благополучном районе, женщины с более светлым оттенком кожи с большей вероятностью вступают в брак с людьми более высокого социального статуса, чем темнокожие женщины той же этнической группы. В 2013 году Ланс Хэннон, Роберт ДеФина и Сара Бруч провели исследование, в ходе которого выяснили, что студентки с более тёмной кожей в три раза больше подвержены исключению из школы. О том, насколько глобальна проблема колоризма, говорит возрастающая популярность отбеливающих косметических средств в Африке, Азии и США, а также стремительное развитие пластической хирургии.

### Индия
| |  |
| Слева индийская девушка-дравид со средним оттенком кожи по меркам населения, справа Анушка Шарма, чей оттенок кожи типичен для болливудских актрис. |  |

Индия является ярким примером того, как в обществе, с большим разнообразием оттенков кожи, от белого до почти чёрного, царят идеи колоризма, в частности ассоциациирование светлой кожи с властью, богатством, успехом и красотой. Это проявляется даже в религиозном искусстве, где, например, Шива, Кришна и Рама никогда не изображаются со смуглой кожей, а всегда с голубой или белоснежной кожей. Колоризм в Индии стал частью религии, так как божества с синей кожей, как например Кришна или Кали канонически описывались, как смуглые или чёрные. В какой то момент тёмная кожа божеств в искусстве стала изображаться, как синяя, со временем становяcь всё светлее вплоть до бледно-голубой.
На укрепление идей колоризма повлияла историческая ассоциация светлой кожи с благородным происхождением по причине того, что дворяне имели возможность укрываться от солнца, а также британский колониальный период, когда английские колонисты в большей степени унижали смуглых индийцев и предпочитали брать на работу более светлокожих. Период правления Британией ещё глубжее укоренил предубеждения, связанные с цветом кожи, которые и по сей день сильны в обществе. В Индии большой популярностью пользуются отбеливающие кремы. От колоризма больше всего страдают женщины, у которых светлый цвет кожи ассоциируется с красотой. В Индии по сей день распространены случаи, когда женщинам отказывают в трудоустройстве из-за их слишком тёмного оттенка кожи. В стране существуют правозащитные женские организации, помогающие таким женщинам. Для рекламы используются светлокожие модели, в среде актёров также отдают предпочтение светлокожим, в результате внешность актёров в большинстве болливудских фильмов не соответствует внешности среднестатистических индийцев. При этом для мужчин отбор по внешним признакам не так важен, как для женщин. По этой же причине девушка, обладающая недостаточно светлым оттенком кожи, имеет почти нулевые шансы в Индии на продвижение в актёрской карьере. Тем не менее небольшому количеству из таких женщин удаётся пробиться в индустрию кино, например, Нандите Тас. Актриса стала активисткой за права темнокожих женщин после неприятного случая, когда ей отказали в роли благородной женщины из-за «неправильного» цвета кожи. Нандита позже стала режиссёром и старается приглашать на роли женщин с разными оттенками кожи. Фрейда Пинто — одна из самых известных актрис индийского происхождения, снимающаяся в зарубежных фильмах. Тем не менее, Фрейда мало известна внутри Индии, а Болливуд не заинтересован в том, чтобы брать актрису на роли в индийских кино из-за излишне смуглого оттенка её кожи, так как из-за этого она не вписывается в рамки стереотипного образа героини болливудского кино. С колоризмом также борется Сабаясачи Мукхерджи, единственный в стране индийский модельер, приглашающий моделей с любыми оттенками кожи.
Известный индийский блогер Майюра Айер в интервью The Huffington Post рассказала о том, как лично сталкивалась с проявлениями колоризма в индийском обществе, в частности, она рассказала, что будучи ребёнком, имела более светлую кожу по сравнению с окружающими, и постоянно слышала хвалебные комментарии и советы избегать прогулок на улице. Когда Маюра взрослела и её кожа потемнела, комплименты сменились упрёками, микроагрессией, советами, как отбелить кожу, и советами от незнакомых укрывать бёдра и ноги одеждой, чтобы кожа не загорела. По этой причине у Маюры выработался сильный комплекс неполноценности, который поддерживался многочисленной рекламой по отбеливанию кожи. Редакция журнала заметила, что, например, Нина Давалури, мисс Америка 2014 года индийского происхождения, со своим цветом кожи не имела бы ни малейшего шанса стать мисс Индией.
Колоризм также затрагивает и семьи. Многие пары мечтают обзавестись светлым ребёнком, часто новорожденных сравнивают с их старшими сёстрами или братьями. Народная медицина предлагает беременной женщине придерживаться определённой диеты, чтобы якобы родить более светлого ребёнка. Желание иметь светлых детей становится источником доходов для шарлатанов, которые гарантируют появление светлокожего ребёнка после курса «специальных сеансов». Исследования 2012 года показали, что пары, обращающиеся к услугам суррогатных матерей, чаще останавливают выбор на светлокожих женщинах, предполагая, что это повлияет и на цвет кожи ребёнка.

### Восточная и Юго-Восточная Азия
Идеи колоризма сильны в странах Дальнего востока и существуют там испокон веков, так как белая кожа ассоциировалась с благородством, и сегодня, под влиянием современных медиа, подпитываются западными представлениями об идеалах красоты. Многие традиционные восточные сказки наделяют бледнокожих персонажей красотой, властью или божественностью.
Например, в Японии из-за того, что рабочие и крестьяне, работая на улице, приобретали сильный загар, а также коренные и ныне вымершие горские народы обладали более тёмным оттенком кожи, тёмная кожа стала ассоциироваться с примитивностью и бедностью. Белая кожа ассоциировалась с женской красотой прежде всего. Женщина, обладающая физическими недостатками, но с белой кожей и без родинок, считалась более красивой, чем любая смуглая женщина. В Японии по сей день популярна поговорка «человеку с белой кожей прощают семь остальных недостатков». В японский живописи люди, особенно женщины, как правило, изображаются с абсолютно белой кожей. Уже с XII века придворные дамы наносили на лицо большое количество белой пудры, чтобы придать своему лицу снежную белизну, такой стандарт красоты существовал вплоть до XIX века. В Корее, начиная с эпохи Кочосон, белый, мраморный цвет кожи считался идеалом для женщины.
В современной Японии светлая кожа по прежнему ассоциируется с красотой, высоким умом и влияет на возможность женщины удачно выйти замуж. В стране по прежнему существует традиция омиаи, в рамках которой потенциальные муж и жена знакомятся друг с другом, чтобы решить, стоит ли им жить вместе. В стране по прежнему случаются истории, когда партнёр отказывался от возможного брака из-за слишком тёмного цвета кожи другого партнёра, чаще всего женщины. После 2000 годов в Японии большую популярность набрала субкультура гангуро, протестующая против белизны, как эталона красоты. Её представители выдвинули для себя альтернативный идеал красоты, пришедший из современной культуры США, точнее Калифорнии, а именно «блондинки с загаром», в результате гангуро стремятся приобрести приобрести загар от медного до карего, а также красят свои волосы в белый цвет.
Идеи колоризма также сильны в Китае и Корее, где светлая кожа остаётся признаком благородного происхождения, власти и здоровья, а светлокожие азиаты сталкиваются с восхищением, многие люди, чаще всего женщины, специально закрываются от солнца зонтиками или масками, чтобы не загореть. Более смуглые азиаты сталкиваются с микроагрессией или становятся жертвами травли в школе. 4 из 10 женщин Гонконга, Малайзии, Филиппин и Южной Кореи используют периодически отбеливающие крема, в то время, как загорание на пляже остаётся крайне непопулярной практикой.
В Малайзии современный колоризм образовался во многом под влиянием западного представления о превосходстве белых и заключается в том, что евразийская внешность, или «паназиатская» (смешанного европейско-малайзийского происхождения), ассоциируется с красотой. В результате полукровки становятся моделями для рекламы или актёрами.

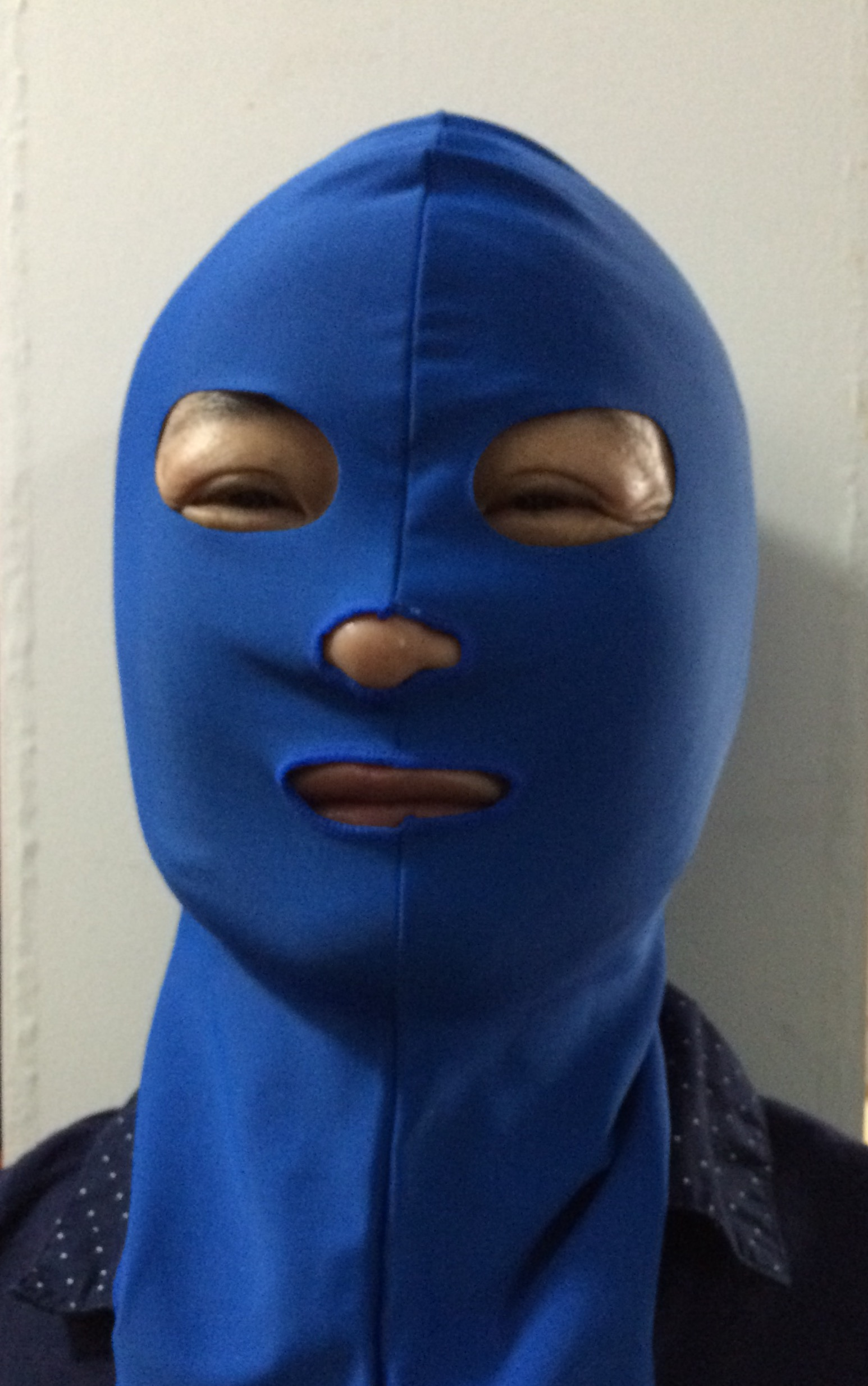
Женщины Китая на пляжах носят специальные маски — «фейскини», чтобы избежать загара
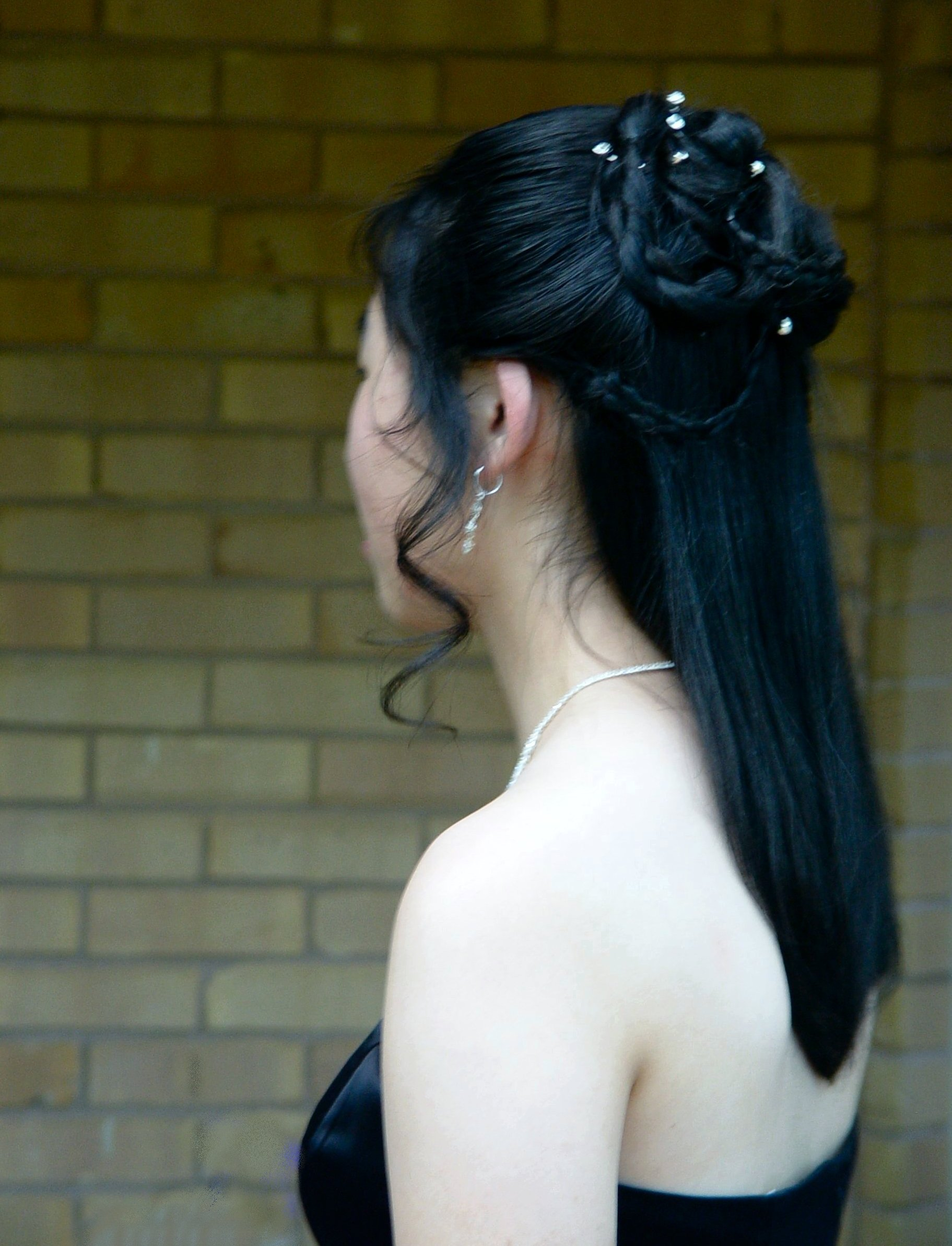
Женщина-японка, использующая отбеливающую кожу косметику
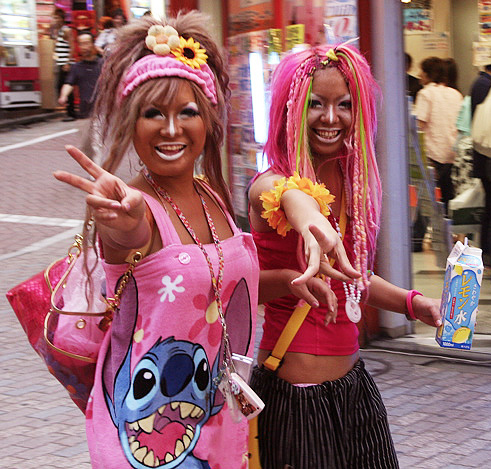
Гангуро — субкультура, оспаривающая белизну, как общепринятый идеал красоты, они пытаются «отемнить» свою кожу
Отбеливающие средства в Японии
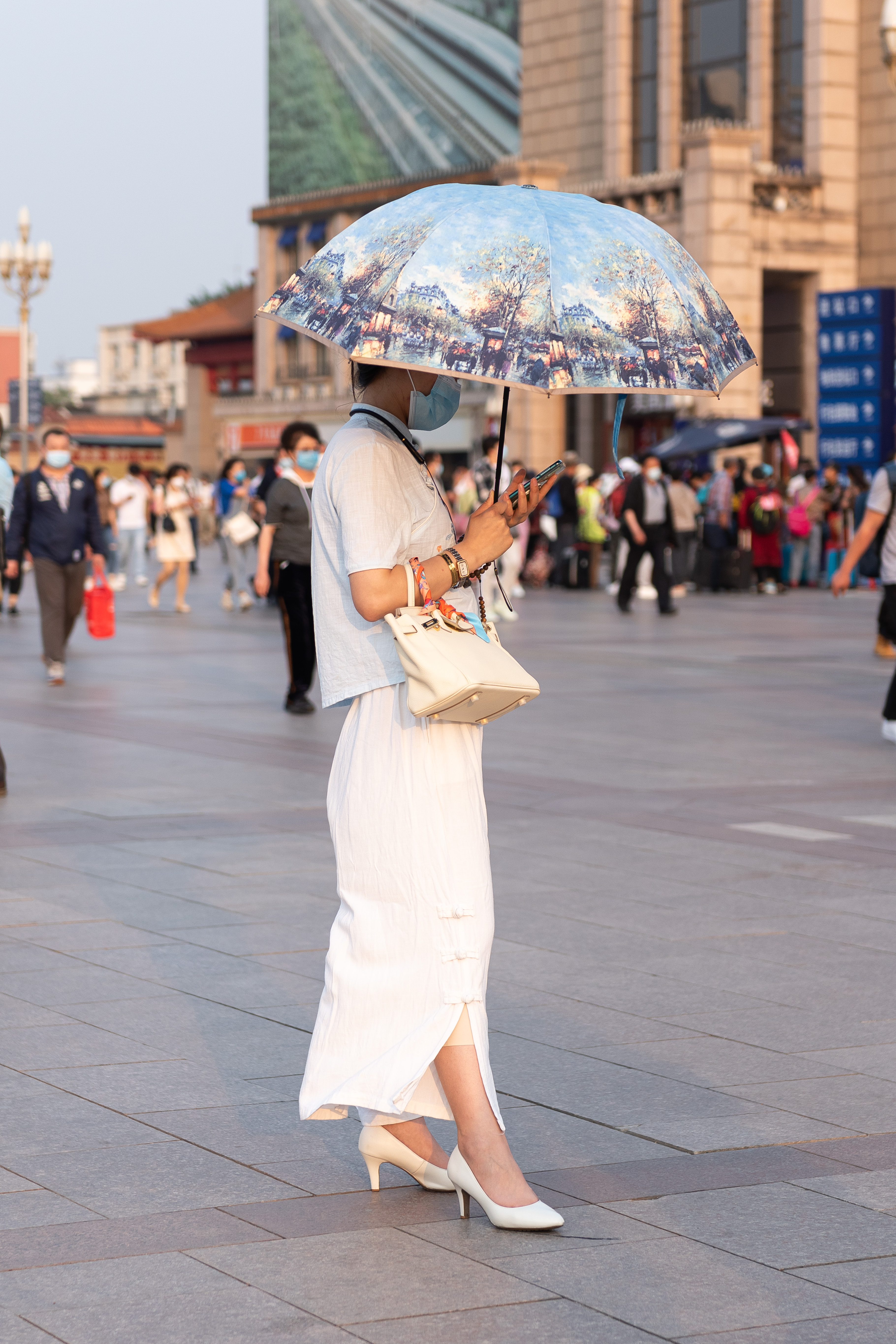
Женщины в Китае часто носят зонты для защиты от загара

### Северная Африка и Ближний Восток
Современные арабы и прочие ближневосточные и бедуинские народы, ввиду широкого ареала расселения, отличаются значительным культурным и фенотипическим разнообразием. Сами арабы также отличаются большим расовым разнообразием: от относительно светлокожих тунисцев и алжирцев до смуглых сомалийцев и йеменцев. Современный колоризм у арабов закрепился ещё с давних времён, когда арабы использовали чернокожих (негроидных) людей как рабов. Многие из них ассимилировались и приняли арабскую культуру, религию и язык, однако европеоидные арабы их по-прежнему называют уничижительным словом «абд», что означает «раб», и относятся как к «неполноценным» людям. Рабство темнокожих (африканцев и др.) по сей день процветает в таких богатых арабских странах, как ОАЭ.

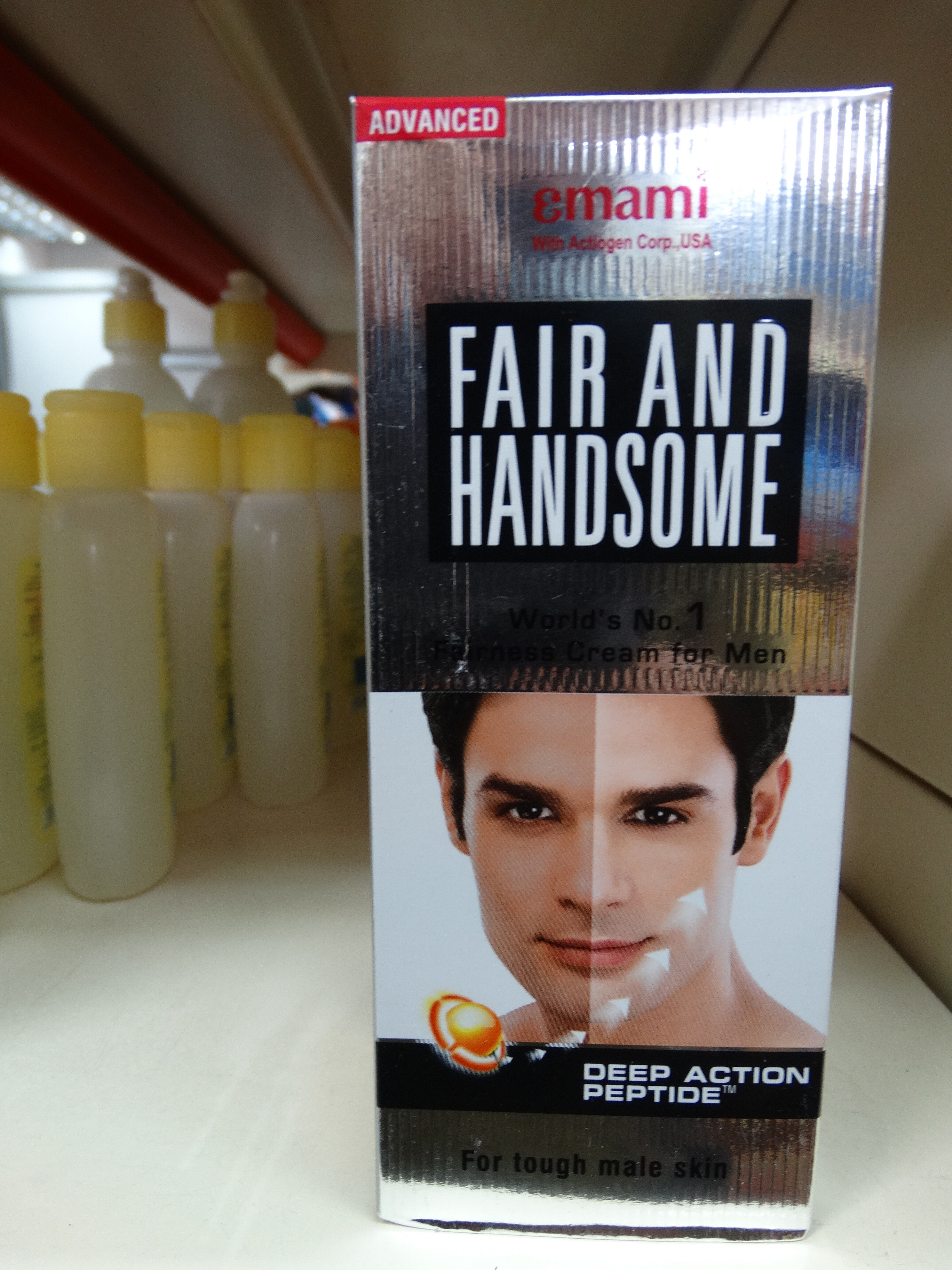
Реклама отбеливающих средств в странах востока часто продвигает идею неразрывности белизны с красотой и властью

При этом из-за того, что светлокожие арабы считают темнокожих арабов, как правило сомалийцев или йеменцев, «ненастоящими» представителями арабского народа, а ассимилированными потомками рабов, данный вопрос обсуждается не только как явление колоризма, но и как полноценный расизм. При этом ни одно из современных арабских государств не предпринимает попыток борьбы с рабством и дискриминацией по признаку цвета кожи, предпочитая концентрироваться на проблеме терроризма или оправдываясь защитой традиционных ценностей. Аналогично, обсуждение проблем колоризма и расизма арабов против чернокожих остаётся по-прежнему табуированной темой в арабском обществе, которое предпочитает рассматривать само себя как жертву расизма и исламофобии со стороны западного мира и израильтян. Среди 22 современных арабских государств 8 являются странами с преобладающим чернокожим населением. Если араб с выраженной «нубийской или эфиопской» внешностью окажется среди прочих, более светлокожих, арабов, он начнёт сталкиваться с постоянными трудностями в общении, трудоустройстве; окружающие люди будут постоянно сомневаться или оспаривать его принадлежность к арабам, такой человек вне зависимости от пола и возраста может даже стать жертвой немотивированной агрессии или издевательства на улице, а на его защиту, как правило, никто не встанет. Парадоксальная ситуация складывается, например, с чернокожими йеменскими общинами, которые, несмотря на свой цвет кожи, продолжают его ассоциировать с бедностью и рабством. Йеменец подвергает стигме и унижению тех, кто имеет даже немного более смуглую кожу, чем он сам. Среди незамужних женщин большой популярностью пользуются отбеливающие средства, так как женская красота ассоциируется с белизной кожи; это представление поддерживает и местная реклама. Особенно усердно осветляют себе кожу девушки перед свадьбой. Слишком тёмный цвет кожи девушки является частой причиной отказа от проведение свадьбы со стороны родителей жениха.
Сильная укорененность арабского колоризма в некоторой степени вгоняет страны с преобладанием в населении темнокожих арабов в изоляцию, в связи с чем ими осуществляются попытки найти новую идентичность, отличную от арабской. Тем не менее с точки зрения коренных африканцев такие люди по-прежнему остаются «чуждыми им» арабами. С аналогичной проблемой чернокожие арабы сталкиваются и в Европе или США, которых остальная арабская диаспора признаёт чужими, как и негритянская.
Отдельно складывается ситуация среди разных еврейских групп внутри Израиля. Базовая идея сионистского движения предполагает объединение разных еврейских групп в единую нацию Израиля. Однако ситуация усложняется тем, что разные группы евреев формировались в изоляции друг от друга на протяжении почти двух тысяч лет, что привело к колоссальной разнице между этими группами не только в вопросе культуры и языка, но и расовой принадлежности. Относительное большинство евреев имеют европеоидную (белую) внешность, среди которых варьируется от европейских до ближневосточных типажей. Среди евреев характерны следующие группы: ашкеназы, они же «европейские евреи» — выходцы из бывших стран СССР и в меньшей степени Германии с Францией (потомки еврейских мигрантов до Холокоста), «ближневосточные евреи», сефарды — выходцы из Испании, Греции и Турции, мизрахимы — выходцы из арабских и мусульманских стран, а также негроидные — эфиопские евреи, или же «чёрные евреи». Несмотря на мнимое образование единой нации, между этими группами мгновенно образовалась социальная иерархия по признаку колоризма. Ашкеназы, а конкретно потомки «мигрантов первого поколения» из Западной Европы, стали самой богатой и привилегированной группой, составляющей значительную долю правящего класса. Наоборот, эфиопские евреи стали самой маргинальной группой с даже более уязвимым положением, чем палестинские арабы. С одной стороны, некоторые ашкеназы чувствуют превосходство над остальными евреями, а с другой стороны сефарды и мизрахимы считают себя «истинными» евреями и постоянно ставят под сомнение принадлежность ашкеназов к еврейской нации, считая их слишком европеизированными. В Израиле цвет кожи приравнивается и к социальному статусу, человек со светлой кожей считается выходцем из благополучной семьи и с образованием, в то время чёрная кожа (которая встречается редко) приравнивается к бедности и нестабильности, чернокожий иудей имеет многократные шансы стать жертвой жестокости полиции.

### Европа

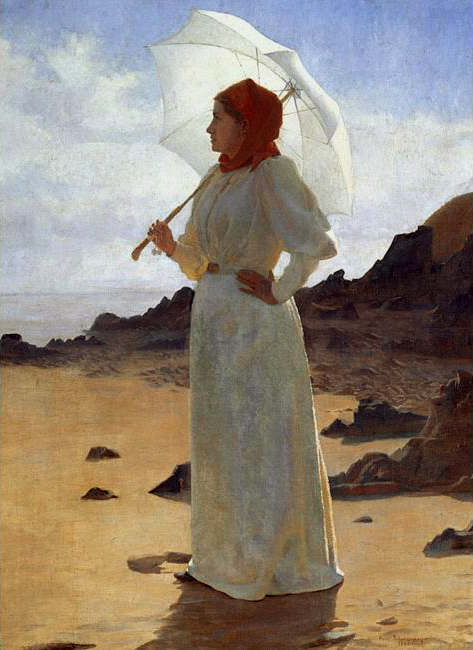
В XIX веке, в Европе, белоснежная кожа считалась неотъемлемой частью женской красоты и благородного статуса; знатные женщины всячески защищались от солнца.

Исторически, колоризм в Европе и среди белого населения в Америке, выражался в традиционных идеалах женской красоты, которые требовали от женщины иметь бледную кожу, как признак благородного происхождения. Известно, что уже начиная с XVI веке в Европе стали производиться отбеливающие средства, которые использовали дворянки для того, чтобы отбелить свою кожу, так как светлая кожа выступала признаком высшего социального статуса. В викторианскую эпоху женщины использовали мышьяк для придания бледного оттенка кожи вплоть до 1920-х годов. По состоянию на начало XX века, даже небольшое отклонение от стандартного белого цвета кожи для человека было чревато тем, что его могли заподозрить в смешанной родословной, в свою очередь он мог столкнуться с губительными социальными и политическими последствиями.
Вплоть до первой половины XX века, женщины среднего класса и дворянки использовали самые разные способы чтобы отбелить кожу. В стремлении придать коже неестественно бледный оттенок, женщины прибегали к использованию опасных веществ, которые могли оставлять химические ожоги на коже или даже стать причиной рака или смерти. В XIX веке загар воспринимался, как «враг женской красоты», поэтому женщины всячески старались избегать прямого контакта с солнечным светом, надевая широкие шляпки или нося зонтик от солнца. К 1970-м годам, в Европе и США, большинство отбеливающих средств были запрещены из-за содержания в них вредных для кожи веществ.
Сегодня колоризм проявляется в Европе, если речь идёт о мигрантах неевропейского происхождения, которые имеют разнообразные оттенки кожи, в частности исследования, проводимые в Британии, Швеции и Италии показали, что люди склонны искать связь между оттенком кожи иностранцев и их преступностью. Помимо этого, было замечено, что судебная система в ряде западноевропейских странах обходится более сурово с мигрантами, особенно если они чернокожие,. Помимо этого, исследования показали, что трудность найти работу в Европе и США связана с оттенком кожи, чем он темнее, тем меньше потенциальный работодатель доверяет человеку.. В России колоризм проявляется в дискриминации женщин с недостаточно «славянской внешностью», работающих в индустрии рекламы и моды, а также идеей того, что «русскость» женщин ассоциируется с белоснежной кожей. Подобные споры пересекаются с национализмом.

### Северная Америка
Колоризм в США напрямую связан идеями о белом превосходстве, где в Северной Америке, исторически небелые народы; африканцы и индейцы рассматривались, как неполноценные люди, однако люди смешанного, частично белого происхождения с одной стороны по прежнему рассматривались, как «цветные», однако считались «более разумными» и имели больше шансов стать полноценными членами общества и найти приличную работу. Колонисты сформировали идею того, что чем человек ближе к белой расе, тем он совершеннее. Белые рабовладельцы давали мулатам более лёгкую работу в качестве уборщиков, слуг и поваров. Чистокровные негры-рабы же работали на плантациях и другой самой грязной/тяжёлой работе. Со временем колонисты начали использовать «тест коричневой бумаги»; если цвет кожи раба был светлее цвета бумаги, ему позволялось работать в доме. Тест с коричневой бумагой использовался не только белыми колонистами, но и другими чёрными, использующими рабскую силу. Также был популярен тест на дверь, согласно которому если цвет кожи был темнее цвета двери, то человеку не позволялось входить через дверь.

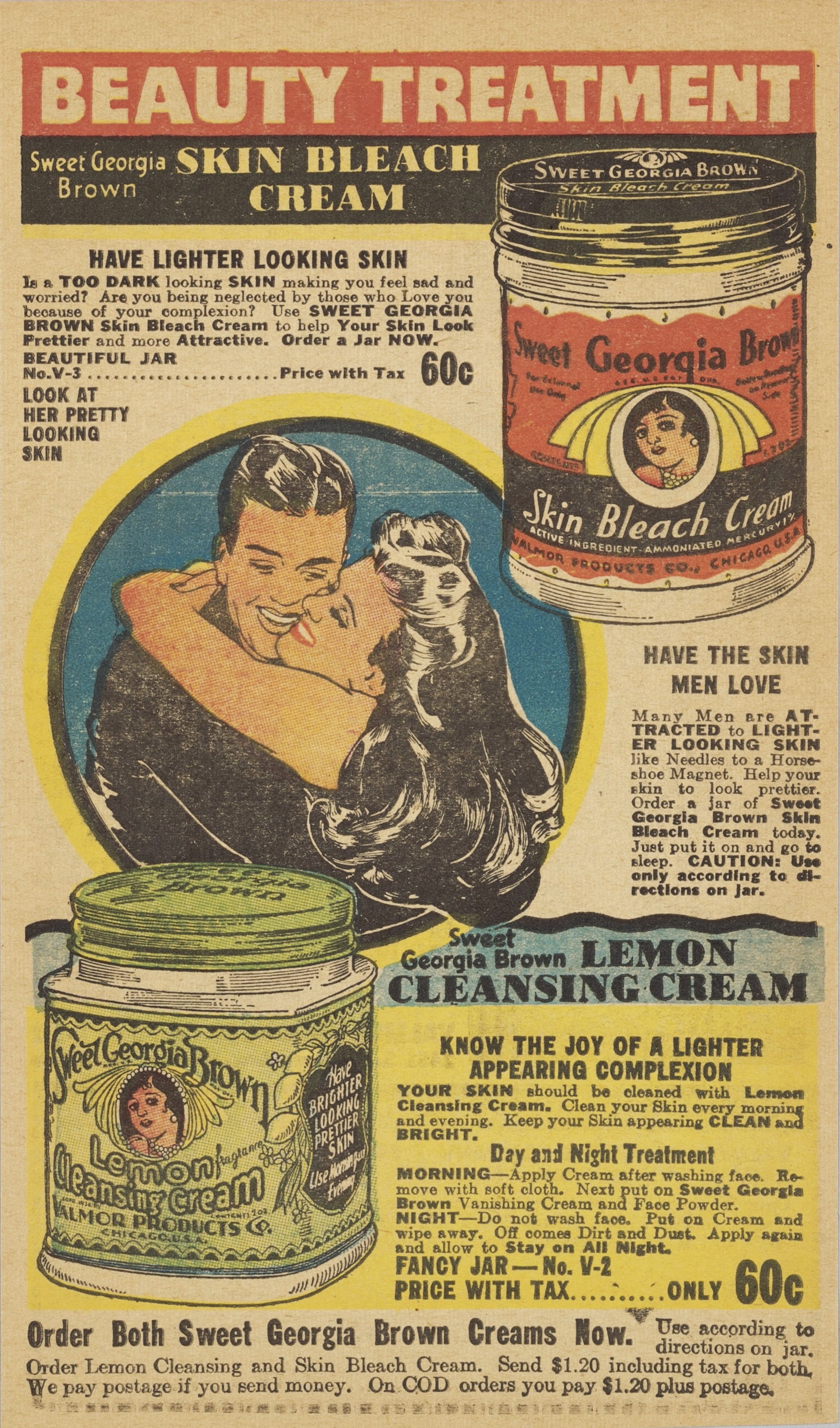
Реклама отбеливающих средств в США, 1930-е годы. Реклама спекулирует на страхе женщины быть некрасивой, не найти мужчину или потерять любимого мужчину из-за слишком тёмной кожи.

Многовековой расизм и идея превосходства белых, оказали прямое влияние на современную культуру афроамериканцев и их представлениях об идеалах красоты. По сей день большинство афроамериканцев осознанно или нет, связывают белизну и европеоидные черты лица с красотой, интеллектом и благополучием. Афроамериканцы с выраженно тёмной кожей и негроидными чертами считаются опасными и неблагополучными как в глазах остального американского населения, так и афроамериканского сообщества. В этом случае происходит пересечение расизма и колоризма.
Расизм проявляется в том, что более темнокожие афроамериканцы имеют меньше возможностей проявить себя в медиа-индустрии. По сей день подавляющее число известных афроамериканских музыкантов и актёров, особенно женщин — имеют «светлый», медный оттенок кожи и европеоидные черты лица, а слишком тёмные актрисы с выраженными негроидными чертами сталкиваются с осуждениями и обвинениями в «уродстве» со стороны общества, в том числе и афроамериканского. Более темнокожие афроамериканцы чаще сталкиваются с уличным насилием, жестокостью полиции, привлекаются к уголовной ответственности и получают больший срок пребывания в тюрьме. Также согласно исследованиям, более темнокожие афроамериканки имеют меньшею заработную плату и меньшею удовлетворенность работой, нежели более светлокожие афроамериканки.
Колоризм проявляется в том, что более темнокожие афроамериканцы могут подвергаться предвзятому отношению и рассматриваться, как некрасивые, агрессивные, опасные и неблагополучные в глазах других афроамериканцев. Многие афроамериканцы при поиске партнёров, стремятся найти себе более светлокожего партнёра. Для чёрного мужчины иметь белую или по крайне мере более светлокожею женщину является признаком статуса, по этой причине особенно темнокожие женщины сталкиваются с трудностями в поиске партнёра внутри своей общины. Расизм и колоризм внутри общины приводит к тому, что многие афроамериканцы испытывают чувство неполноценности, неуверенности или отвращения к своей внешности. До недавнего времени, некоторые афроамериканские клубы и церкви могли использовать «тест бумаги» для недопуска к себе «слишком чёрных» посетителей. Практика не допускать слишком чёрных членов в какое либо сообщество, широко применялась в колледжах и университетах с чёрным большинством.
Тем не менее внутри афроамериканского сообщества существует и «обратная» форма колоризма в отношение более светлокожих афроамериканцев на основании того, что они не могут считаться полноценными афроамериканцами на основании того, что обладают классовыми привилегиями в связи с своей более светлой кожей и европеоидной внешностью и меньше страдают от расового угнетения и институционального расизма. Некоторые афроамериканцы и вовсе оспаривают право принадлежности «излишне светлых» афроамериканцев в чёрной общине. Почти каждый афроамериканец хотя бы раз в жизни сталкивался внутри своей общины с обвинениями в том, что его кожа недостаточно или слишком тёмная.

### Латинская Америка

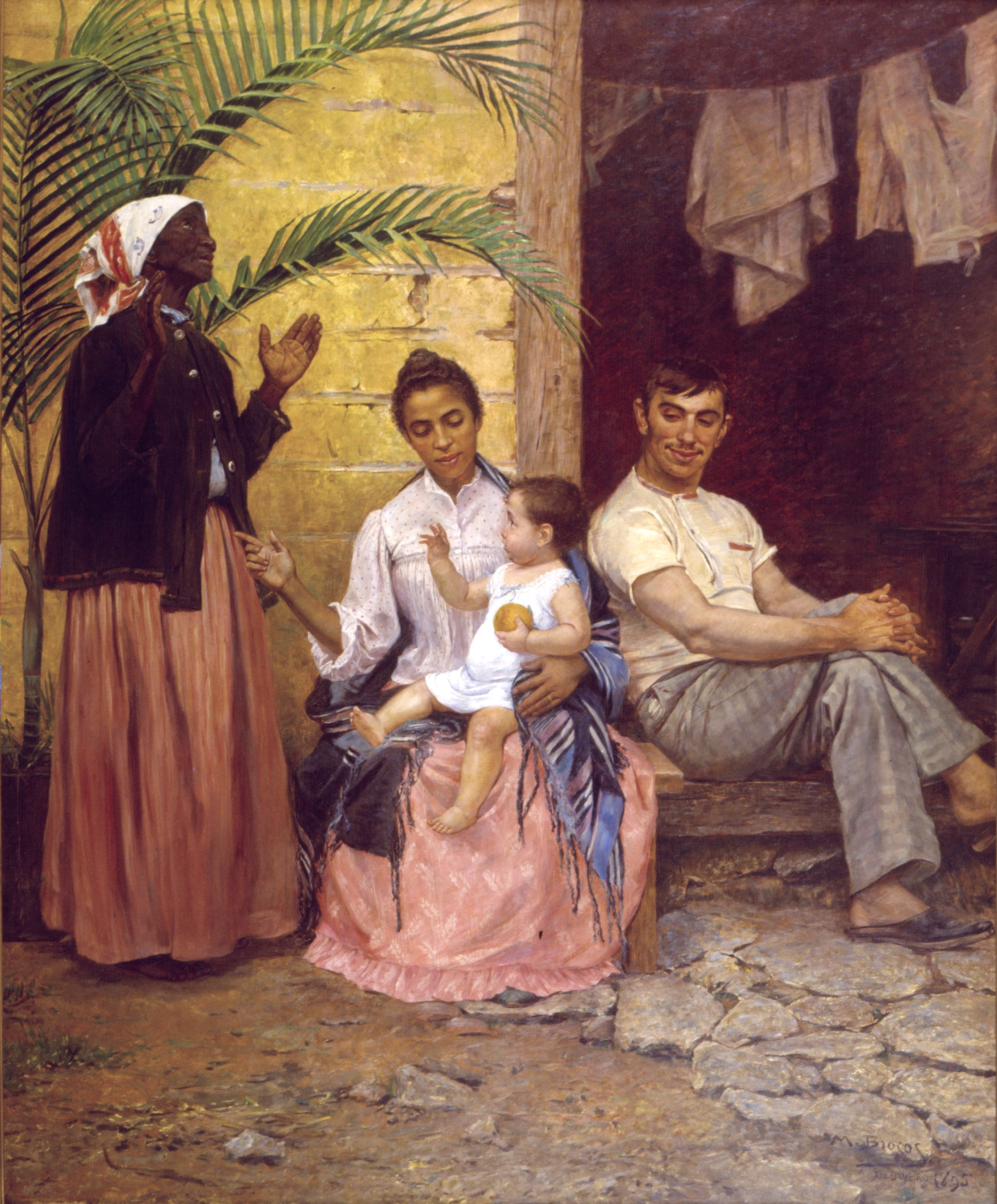
Искупление Хама, Модесто Брокос. Картина демонстрирует мульти расовую семью Бразилии. Негритянка-мать благодарит бога за то, что дочь-мулатка родила белого ребёнка

Своеобразное проявление колоризма существовало ещё в доколумбовых индейских цивилизациях на подобии того, как это проявлялось в странах Азии. Более светлый оттенок кожи ассоциировался с благородным происхождением из-за ненадобности знати работать под солнцем. Хотя тёмно-медный оттенок кожи является естественным для центральноамериканских индейцев, «жёлтый» цвет кожи считался идеалом женской красоты. Так например ацтекские женщины из зажиточных и благородных семей «высветляли» свою кожу жёлтой краской.
Современный колоризм в странах центральной и южной Америки сформировался похожим образом, что в США или Африке, на фоне колониальной политики западных держав, продвигавших превосходство белой расы над остальными; белые мужчины-рабовладельцы завозили чёрных рабов для тяжёлых работ на плантациях или принуждали к работам местное индейское население. От союза белых мужчин и негритянок/индианок рождались дети-полукровки, которые получали множество привилегий, такие, как свобода, возможность владеть имуществом, землёй и образование. Тем не менее такими же правами, как у белых, мулаты и метисы не обладали. Со временем, в процессе дальнейшей метисации населения, более светлая кожа и европейская внешность давали человеку привилегии, высший социальный статус и возможность самореализоваться. Сегодня, несмотря на то, что население центральной и южной Америк состоит из метисов и мулатов, их современная культура, развивающаяся веками в условиях превосходства белых и неполноценности чёрных привела к тому, что более светлая кожа ассоциируется с властью, успехом и привлекательностью. Мулаты склонны презрительно относится к чёрнокожему населению. Ярким примером отношений к коже и расе можно назвать Доминиканскую республику, чьё население состоит преимущественно из мулатов. Доминиканцы склонны смотреть на соседей-гаитян (потомков чёрных рабов, не подвергшихся метизации) как на неполноценных и диких людей. Гаитяне в Доминикане сталкиваются с ксенофобскими настроениями. При этом множество доминиканцев сами могут иметь преобладающие чёрные корни, но ради высшего социального статуса, причисляют себя к мулатам. Некоторые исследования показывают связь с цветом кожи доминиканца и его уровнем доходов. Стандарты красоты, которые проявляются в рекламе и кино, продвигают идеал красоты светлокожего мулата, почти белого с прямыми волосами и узким носом. Одновременно такие африканские черты, как курчавые волосы, широкий нос противопоставляются идеалам красоты. В том же Гаити, а также других странах, где население «слишком черное», чтобы причислять себя к мулатам, например, в Ямайке, среди людей также сильна идея, что светлая кожа является признаком красоты и успеха, это заставляет многих людей использовать отбеливающие крема, а более светлокожие имеют больше шансов найти желаемую работу.
Бразилия является страной с самым крупным чернокожим населением в мире за пределами Африки, тем не менее мулаты более социально мобильны, чем чернокожие.. Среди элиты и политиков абсолютно преобладают люди белого или преимущественно белого происхождения. Оттенок кожи напрямую связан с неравенством в области здравоохранения, образования и доходов. Недавнее исследование даже обнаруживает, что цвет кожи является более сильным маркером социального неравенства в Бразилии, чем причисление себя к определённой расе (по результатам переписи населения). Таким образом расизм и колоризм внутри страны — это разные явления и второе несёт больше последствий для человека. Несмотря на то, что чёрное население и мулаты с преобладающими африканскими корнями составляют более 50 процентов населения, они составляют менее 25 процентов избранных политиков.
Уникальное исследование, проведённое в 2016 году затрагивало длительное наблюдение за близнецами, имеющими разный цвет кожи, но обладающими примерно одинаковыми знаниями о школьных предметах. В результате было выявлено, что более смуглый близнец больше сталкивался с предвзятым отношением к себе со стороны учителей, имея худшие оценки. Похожее исследование 2015 года показало, что учителя склонны давать более светлым ученикам хорошие оценки, а чёрным детям наоборот занижать оценки. Это приводит к тому, что часто прилежные чернокожие ученики получают одинаковые оценки, что и более светлокожие ученики с худшей успеваемостью.
Борьба с колоризмом в современных латиноамериканских странах значительно усложняется тем, что в обществе эта тема по прежнему табуирована. По мнению Дании Сантаны, правозащитницы и писательницы, в Южной Америке по прежнему обыденны разговоры, что чернокожие люди неполноценны, глупы и агрессивны, а такие мнения исходят из уст людей, у которых, самих частично чёрное происхождение или они даже могут иметь чёрных родственников. Колоризм по мнению Дании настолько глубоко пронизан в обществе, что затрагивает жизнь человека буквально во всём. Дания считает, что для борьбы с колоризмом надо прежде всего начинать с семей мулатов, где очень часто более светлые дети с прямыми волосами встречают лучшее отношение и восхищение у родственников, у светлых детей это вырабатывает чувство превосходства, а у более тёмных детей — чувство неполноценности или зависть.

### Африка

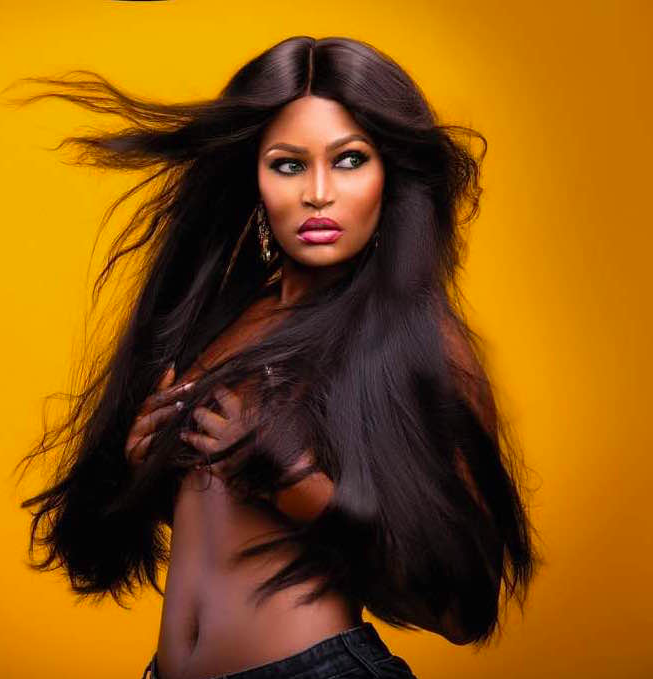
Нигерийская модель. В Африке — заметно более светлое лицо в сравнение с остальным телом — главный признак того, что человек постоянно использует отбеливающие средства.

Колоризм в Африке сформировался после колониального периода с идеями о расовом превосходстве белых. Люди смешанного происхождения (имеющие белого отца) получали определённые социальные привилегии, которых были лишены негры. Это укрепило в африканских странах убеждение того, что более светлый оттенок кожи связан с успехом и красотой. Например в ЮАР большой популярностью отбеливающие крема, которые негритянки используют для отбеливания лица, чтобы стать «красивее» и иметь больший шанс выйти замуж. В последнее время отбеливающие крема стали пользоваться всё большей популярностью и среди мужчин. Во многих городах можно встретить множество женщин, чей оттенок лица резко отличается от цвета кожи остального тела. Так как население не имеет доступ к качественным и дорогостоящим кремам, они покупают их на чёрном рынке, что несёт за собой риски, так как подобные крема содержат токсичные вещества, которые могут нанести химические ожоги коже. В Нигерии количество людей, использующих отбеливающие средства достигает 77 %, в Того — это 59 % населения, в ЮАР — 35 %, а Мали — 25 %. Внутри чёрного сообщества более тёмная кожа ассоциируется с бедностью и опасностью.
Отбеливание кожи повышает социальный статус женщины в глазах общественности, во многом на это влияет местная реклама, использующая моделей с заметно осветлённой кожей, а также телевидение, где в местных программах или фильмах принимают участие женщины с неестественно светлым цветом кожи. Другая причина заключается в желании мужчин встречаться или женится на более светлокожих женщинах, в результате слишком темнокожей девушке сложно найти партнёра и не возможно стать телеведущей/актрисой или моделью, она может стать жертвой издевательств, особенно в школе. Периодическое использование отбеливающих средств несёт за собой высокие риски. Часто дешёвые крема из чёрного рынка содержат в себе свинец и другие отравляющие вещества, которые в лучшем случае станут причиной ороговения кожи и тёмных пятен, в худшем случае — вызывают химические ожоги на коже и затем шрамы, или даже рак кожи. В Сенегале например существуют целые отрасли медицины, занимающиеся помощью людям, которые пострадали от ожогов отбеливающими средствами.

## Колоризм и расизм
Расовая дискриминация и колоризм неразрывно связаны между собой. Расизм — это более масштабный системный социальный процесс. Колоризм является одним из его проявлений.
Люди из разных этнических групп могут иметь одинаковый оттенок кожи, и, наоборот, люди одной этнической группы могут иметь разный цвет кожи. Расизм проявляется в предвзятом отношении к человеку в зависимости от его принадлежности к той или иной этнической группе. В случае колоризма отношение к человеку определяется только цветом его кожи.
Независимо от внешности, цвета кожи, афроамериканцы подвергаются определённым видам дискриминации, унижению, так как они афроамериканцы. Однако светлокожий американец мексиканского происхождения может по-прежнему подвергаться расизму (несмотря на светлый оттенок кожи), а темнокожий мексиканский американец может стать жертвой расизма и колоризма одновременно.

## Колоризм и медиа
Большинство людей даже не осознаёт своё предпочтение к более светлым оттенкам кожи: эта доминирующая эстетика настолько глубоко укоренилась в нашей культуре, став стандартом, идеалом, который в том числе пропагандируют средства массовой информации. В интернете множество статей с практическими советами по отбеливанию кожи в домашних условиях, темнокожие девушки выкладывают видеоуроки на YouTube, где отбеливают ненавистный им тон кожи.
Женщины со светлой кожей считаются более привлекательными, соответственно, имеют больше привилегий. Идея колоризма заключается в том, что даже если девушка не белая, то её красота определяется исключительно тем, насколько она близка к тому, чтобы быть белой. Темнокожие женщины ассоциируются с мужскими чертами, чем-то отталкивающим, преступным. Известно, что множество глянцевых журналов отбеливают тон кожи моделей, считая его слишком тёмным. В 2015 году журнал InStyle отбелил кожу актрисы Керри Вашингтон, что привело к возмущению читателей. Неоднозначную реакцию вызвало изменение цвета кожи Лил Ким в апреле 2016 года. После отбеливания кожи и публикации снимков в социальных сетях хип-хоп исполнительница призналась, что с тёмным цветом кожи чувствовала себя недостаточно красивой, в связи с чем была обвинена интернет-пользователями в пропаганде колоризма.
Однако ситуация меняется благодаря новым медиа: в социальных сетях проводят множество кампаний по борьбе с колоризмом. Три студентки Техасского Университета — две из Южной Азии и одна из Африки — создали фотопроект «Unfair and lovely» с целью показать красоту женщин с тёмным цветом кожи. Их кампания была поддержана в Twitter и Instagram женщинами и мужчинами с тёмным цветом кожи, которые делились своими селфи с хештегом #UnfairAndLovely.
The Colored Girl Project — проект, целью которого являлось разрушить стереотип о том, что светлая кожа красивее тёмной. Серия из 10 фотографий афроамериканских девушек с различными оттенками тёмной кожи доказывает, что все они красивы по-своему.

### Колоризм и технологии
Начиная с 2010-х годов, многие программы, самые популярные из которых — FaceApp, Snapchat и Instagram позволяют использовать разные фильтры, чтобы изменить свою внешность. При этом многие фильтры, созданные с целью наделить человека более привлекательной внешностью, также придают человеку более светлый оттенок кожи, и наоборот фильтров, делающих кожу более тёмной с целью наделить человека более привлекательными чертами — не существуют. На этом основании продвигается мнение, что подобные фильтры продолжают продвигать и увековечивать идеи колоризма. Отбеливающие фильтры пользуются особенной популярностью среди темнокожих, пользователей из Индии, стран ближнего и дальнего востока.

## Альтернативная точка зрения
С другой стороны, многих светлокожих (это касается народов-меньшинств, подвергшихся в той или иной степени метизации с европейцами, например афроамерикнцев, индейцев или маори) считают более ассимилированными и менее идентифицированными со своей расой. Более светлая кожа ставит под сомнение их этническую принадлежность, идентичность, что является для них оскорблением, той же дискриминацией. Они полностью не объединены со своей этнической группой. В этом заключается парадокс колоризма. С одной стороны, тёмная кожа ассоциируется с низким социальным статусом, отторжением. С другой, свидетельствует о чистокровности, этнической «подлинности».